# Paul Epstein
Paul Epstein (24. července 1871 Frankfurt nad Mohanem, Německé císařství – 11. srpna 1939 Dornbusch, Německo) byl německý matematik. Je známý zejména díky své práci v oblasti teorie čísel, především díky tzv. Epsteinově zeta funkci.
Doktorát získal v roce 1895 na univerzitě ve Štrasburku, kde působil až do roku 1918, kdy město připadlo Francii. Od roku 1919 pak působil na univerzitě ve Frankfurtu, kde byl později jmenován profesorem. Po nástupu nacistů k moci místo na univerzitě ztratil a vzhledem k pokročilému věku nebyl schopen najít si nové místo v zahraničí. V roce 1939 spáchal sebevraždu.